# Viktor Maksymov
Viktor Volodymyrovytch Maksymov  (ukrainien : Максимов Віктор Володимирович), né le 28 avril 1951 est un officier de marine ukrainien. Il est amiral et l'ancien commandant de la marine ukrainienne.
En 2010 il devint commandant de la marine ukrainienne après avoir occupé le poste d'adjoint depuis 2004. Le 27 juin 2012 il est démis de ses fonctions pour problèmes de santé.